# The Shiunji Family Children
The Shiunji Family Children (紫雲寺家の子供たち, Shiunji-ke no Kodomo-tachi) est un seinen manga écrit et dessiné par Reiji Miyajima. Il est prépublié dans le magazine Young Animal de l'éditeur Hakusensha depuis le 25 février 2022. La version française est publiée par Panini Manga depuis le 19 mars 2025.
Une adaptation en anime, produite par Doga Kobo, est diffusée entre le 8 avril et le 24 juin 2025. En France, elle est diffusée en simulcast sur Crunchyroll.

## Personnages
Arata Shiunji (紫雲寺 新, Shiunji Arata)
Voix japonaise : Yūichirō Umehara
Banri Shiunji (紫雲寺 万里, Shiunji Banri)
Voix japonaise : Chika Anzai
Seiha Shiunji (紫雲寺 清葉, Shiunji Seiha)
Voix japonaise : Marika Kōno
Ouka Shiunji (紫雲寺 謳華, Shiunji Ōka)
Voix japonaise : Rie Takahashi
Minami Shiunji (紫雲寺 南, Shiunji Minami)
Voix japonaise : Hana Hishikawa (ja)
Kotono Shiunji (紫雲寺 ことの, Shiunji Kotono)
Voix japonaise : Kana Ichinose
Sion Shiunji (紫雲寺 志苑, Shiunji Shion)
Voix japonaise : Chiaki Kobayashi
Kaname Shiunji (紫雲寺 要, Shiunji Kaname)
Voix japonaise : Masaki Terasoma (ja)

## Manga
Shiunji-ke no Kodomo-tachi (紫雲寺家の子供たち) est écrit et illustré par Reiji Miyajima. Le manga est prépublié depuis le 25 février 2022 via le magazine de prépublication de seinen manga, le Young Animal. Par la suite, les chapitres sont rassemblés et édités dans le format tankōbon par Hakusensha avec le premier volume publié le 15 juillet 2022. La série compte depuis sept volumes tankōbon.
En avril 2023, Yen Press annonce la version anglaise de la série sous le titre The Shiunji Family Children ainsi qu'un début de parution à l'automne. En octobre 2024, Panini annonce l'obtention de la licence du manga pour la version française, sous le même nom, et publie le premier volume via son label Panini Manga à partir du 19 mars 2025,.

### Liste des volumes
| no | Japonais        | Japonais                                                                  | Français       | Français          |
| no | Date de sortie  | ISBN                                                                      | Date de sortie | ISBN              |
| --- | --------------- | ------------------------------------------------------------------------- | -------------- | ----------------- |
| 1 | 15 juillet 2022 | 978-4-5921-6701-3                                                         | 19 mars 2025   | 979-1-0391-3270-1 |
| Liste des chapitres : - chap. 1 : Le secret des Shiunji (紫雲寺家の秘密, Shiunji-ka no Himitsu) - chap. 2 : Du changement chez les enfants (兄弟姉妹の変化, Keiteishimai no Henka) - chap. 3 : Les sentiments de Kotono (五女の想い, Go On'na no Omoi) - chap. 4 : L'intention de Seiha (次女の思惑, Jijo no Omowaku) - chap. 5 : L'épreuve de Minami (四女の苦悩, Shi On'na no Kunō) - chap. 6 : La demande de Banri (長女の願い, Chōjo no Negai) - chap. 7 : La déclaration d'Ouka (三女の告白, Sanjo no Kokuhaku) |                 |                                                                           |                |                   |
| 2 | 14 juillet 2023 | 978-4-5921-6702-0 (édition standard) 978-4-5921-6803-4 (édition spéciale) | 19 mars 2025   | 979-1-0391-3343-2 |
| Liste des chapitres : - chap. 8 : Mon cher jumeau (紫人として, Hitotoshite) - chap. 9 : L'entraînement de Minami (トレーニング南, Torēningu Minami) - chap. 10 : Banri et le smartphone (スマホ万里, Sumaho Banri) - chap. 11 : Twister avec Seiha (ツイスター清葉, Tsuisutā Seiha) - chap. 12 : Ouka Splash (すぷら謳華, Supura Ōka) - chap. 13 : La femme de ta vie (いいひと, Ii Hito) |                 |                                                                           |                |                   |
| 3 | 16 février 2024 | 978-4-5921-6703-7                                                         | 19 mai 2025    | 979-1-0391-3358-6 |
| Liste des chapitres : - chap. 14 : Le nouveau coach (新トレーナー, Arata Torēnā) - chap. 15 : Ma victoire (私の一勝, Watashi no Ichikatsu) - chap. 16 : Minami - Love (南-0, Minami-Rabu) - chap. 17 : Minami (四女·南, Shi On'na Minami) - chap. 18 : Fête des mères (母の日, Haha no Hi) - chap. 19 : Je veux devenir forte (強くなりたい, Tsuyoku Naritai) - chap. 20 : Le 4 août (8月4日, Hachigatsu Yokka) |                 |                                                                           |                |                   |
| 4 | 17 juillet 2024 | 978-4-5921-6704-4                                                         | 13 août 2025   | 979-1-0391-3468-2 |
| Liste des chapitres : - chap. 21 : Je ne l'aime pas (好きじゃない, Suki Janai) - chap. 22 : Souvenir d'un défunt (形見, Katami) - chap. 23 : Une chose à voir (見たいもの, Mitai Mono) - chap. 24 : Authentiques frère et sœur (本当の兄妹, Hontō no Kyōdai) - chap. 25 : Je viens pour toi (会いにくるわけ, Ai ni Kuru Wake) - chap. 26 : Je n'arrive pas à leur dire (皆に言えない, Mina ni Ienai) - chap. 27 : La personne que j'aime (好きな人, Sukinahito)                                                      |                 |                                                                           |                |                   |
| 5 | 17 octobre 2024 | 978-4-5921-6705-1                                                         | NC             |                   |
| Liste des chapitres : - chap. 28 : 10も無い (Jū mo Nai) - chap. 29 : ずっと前から (Zutto mae Kara) - chap. 30 : 理想のお嫁さん (Risō no o Yomesan) - chap. 31 : 何度も見てきた (Nando mo Mitekita) - chap. 32 : "好き"って言ったら ("Suki" tte Ittara) - chap. 33 : 兄じゃなければ (Ani ja Nakereba) - chap. 34 : 本当の"きょうだい" (Hontō no "Kyōdai") |                 |                                                                           |                |                   |
| 6 | 14 mars 2025    | 978-4-5921-6706-8                                                         | NC             |                   |
| Liste des chapitres : - chap. 35 : そんな仲 (Sonna Naka) - chap. 36 : いつもと違う (Itsumo to Chigau) - chap. 37 : ズルくても (Zuru Kutemo) - chap. 38 : 一番なのに (Ichiban Nanoni) - chap. 39 : それでも私は (Soredemo Watashi wa) - chap. 40 : パジャマ戦争 (Pajama Sensō) - chap. 41 : 女性として (Josei to Shite) |                 |                                                                           |                |                   |
| 7 | 29 mai 2025     | 978-4-5921-6707-5                                                         | NC             |                   |
| Liste des chapitres : - chap. 42 : たまたまですよ (Tamatama Desu yo) - chap. 43 : ”つらさ”と”恋” ("Tsura-sa" to "Koi") - chap. 44 : 白馬の騎士 (Hakuba no Kishi) - chap. 45 : 今この瞬間 (Ima Kono Shunkan) - chap. 46 : 妹達を笑うのは (Shisutāzu o Warau no wa) - chap. 47 : よく分かんねぇけど (Yoku Wakannē Kedo) - chap. 48 : 貴方のことが (Anata no Koto ga) |                 |                                                                           |                |                   |

## Anime
Le 14 février 2024, une adaptation en anime est annoncée. Produite par Doga Kobo, Ryouki Kamitsubo (ja) supervise la réalisation, tandis que Noboru Kimura (ja) s'occupe du scénario, les chara-designs sont quant à eux confiés à Miki Muto, enfin Akki, Ginnojo Hoshi (ja) et Shota Horie composent la bande originale.
Le thème du générique de début est Honey Lemon (ハニーレモン) par le groupe Nacherry (ja), tandis que le générique de fin est Like You o(>< = ><)o Love You? par Chika Anzai, Marika Kōno, Rie Takahashi, Hana Hishikawa (ja) et Kana Ichinose, les interprètes des enfants Shiunji,. L'anime est diffusé au Japon entre le 8 avril et le 24 juin 2025 et simultanément sur Crunchyroll à l'international,.

### Liste des épisodes
| No | Titre français et japonais | Date de 1re diffusion |
| -- | -------------------------- | --------------------- |
| 1  | What If...?                | 8 avril 2025          |
| 2  | Now What                   | 15 avril 2025         |
| 3  | For Now                    | 22 avril 2025         |
| 4  | Respectively               | 29 avril 2025         |
| 5  | Perhaps                    | 6 mai 2025            |
| 6  | Now's the time             | 13 mai 2025           |
| 7  | Surely                     | 20 mai 2025           |
| 8  | Since then                 | 27 mai 2025           |
| 9  | Not yet                    | 3 juin 2025           |
| 10 | Finally                    | 10 juin 2025          |
| 11 | So then                    | 17 juin 2025          |
| 12 | Still                      | 24 juin 2025          |

### Œuvres
Édition japonaise
Shiunji-ke no Kodomo-tachi
1. 1 2  (ja) « 紫雲寺家の子供たち 1 », sur Hakusensha (consulté le 10 mai 2025).
2. 1 2  (ja) « 紫雲寺家の子供たち 2 », sur Hakusensha (consulté le 10 mai 2025).
3. ↑  (ja) « 紫雲寺家の子供たち　公式アンソロジー付き特装版 2 », sur Hakusensha (consulté le 10 mai 2025).
4. 1 2  (ja) « 紫雲寺家の子供たち 3 », sur Hakusensha (consulté le 10 mai 2025).
5. 1 2  (ja) « 紫雲寺家の子供たち 4 », sur Hakusensha (consulté le 10 mai 2025).
6. 1 2  (ja) « 紫雲寺家の子供たち 5 », sur Hakusensha (consulté le 10 mai 2025).
7. 1 2  (ja) « 紫雲寺家の子供たち 6 », sur Hakusensha (consulté le 10 mai 2025).
8. 1 2  (ja) « 紫雲寺家の子供たち 7 », sur Hakusensha (consulté le 10 mai 2025).

Édition française
The Shiunji Family Children
1. 1 2 3  (fr) « The Shiunji Family Children T01 », sur Panini (consulté le 10 mai 2025).
2. 1 2  (fr) « The Shiunji Family Children T02 », sur Panini (consulté le 10 mai 2025).
3. 1 2  (fr) « The Shiunji Family Children T03 », sur Panini (consulté le 10 mai 2025).
4. 1 2  (fr) « The Shiunji Family Children T04 », sur Panini (consulté le 6 juin 2025).